# Asheboro
Asheboro ist eine US-amerikanische Stadt im US-Bundesstaat North Carolina im Randolph County und dessen County Seat. Das U.S. Census Bureau hat bei der Volkszählung 2020 eine Einwohnerzahl von 27.156 ermittelt.
Die Stadt befindet sich in der Metropolregion Greensboro–High Point und in der Stadt befindet sich der 1974 eröffnete North Carolina Zoo.

## Geschichte
Asheboro wurde nach Samuel Ashe, dem neunten Gouverneur von North Carolina (1795–1798), benannt und wurde 1796 zum Verwaltungssitz von Randolph County. In den 1800er Jahren war Asheboro ein kleines Dorf mit weniger als 200 Einwohnern bis zum Bürgerkrieg; seine Hauptfunktion war die Unterbringung des Kreisgerichts, und die Stadt war am aktivsten, wenn das Gericht tagte. Die Bevölkerung von Asheboro wuchs erst nach dem Anschluss an das Eisenbahnnetz deutlich an: Die High Point, Randleman, Asheboro and Southern Railroad bediente die Stadt erstmals 1889, gefolgt von der Montgomery Railroad im Jahr 1896.
Im 20. Jahrhundert entwickelte sich Asheboro mit der Eröffnung der Acme Hosiery Mills im Jahr 1909 zu einem Zentrum der Textilproduktion. Nach dem Zweiten Weltkrieg wuchs der Produktionssektor der Stadt und umfasste Batterien, Drähte und Lebensmittelprodukte. Die Touristenattraktion der Stadt, der North Carolina Zoo, wurde 1974 eröffnet.
In den 2000er Jahren litt Asheboro unter einem wirtschaftlichen Abschwung, der auf den Rückgang der traditionellen Fertigungsindustrie und die zunehmende Konkurrenz aus Übersee zurückzuführen war; die nationale Nachrichtensendung 60 Minutes bezeichnete die Stadt 2012 als "sterbende Stadt".
Die historischen Gebäude Acme-McCrary Hosiery Mills, Asheboro Hosiery Mills and Cranford Furniture Company Complex, Central School, Wilson Kindley Farm and Kindley Mine, Lewis-Thornburg Farm, Mount Shepherd Pottery Site, Randolph County Courthouse, Sunset Theater und Thayer Farm Site (31RD10) sind im National Register of Historic Places eingetragen.

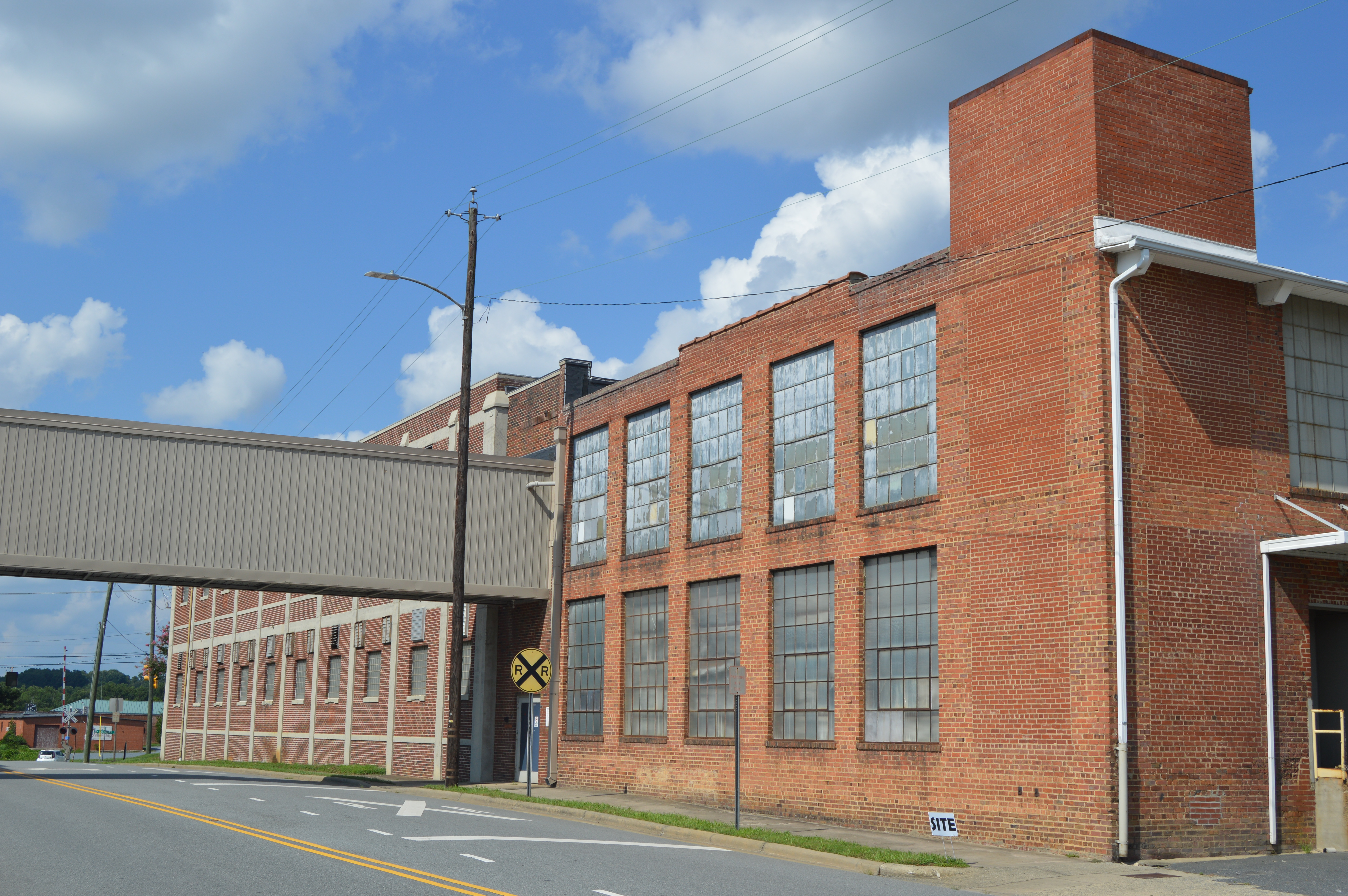
Acme-McCrary Hosiery Mills
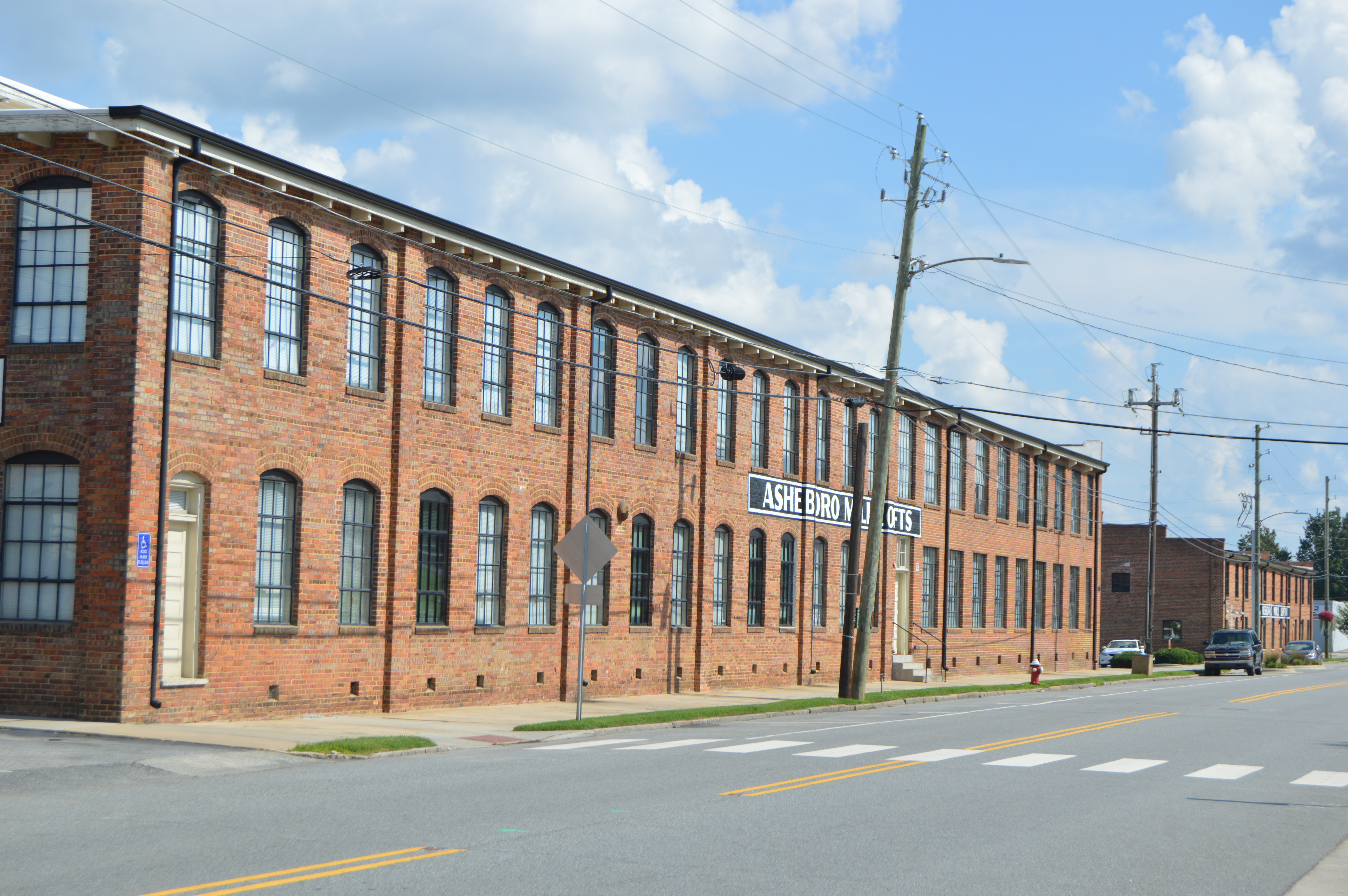
Asheboro Hosiery Mills and Cranford Furniture Company Complex (erbaut 1917)
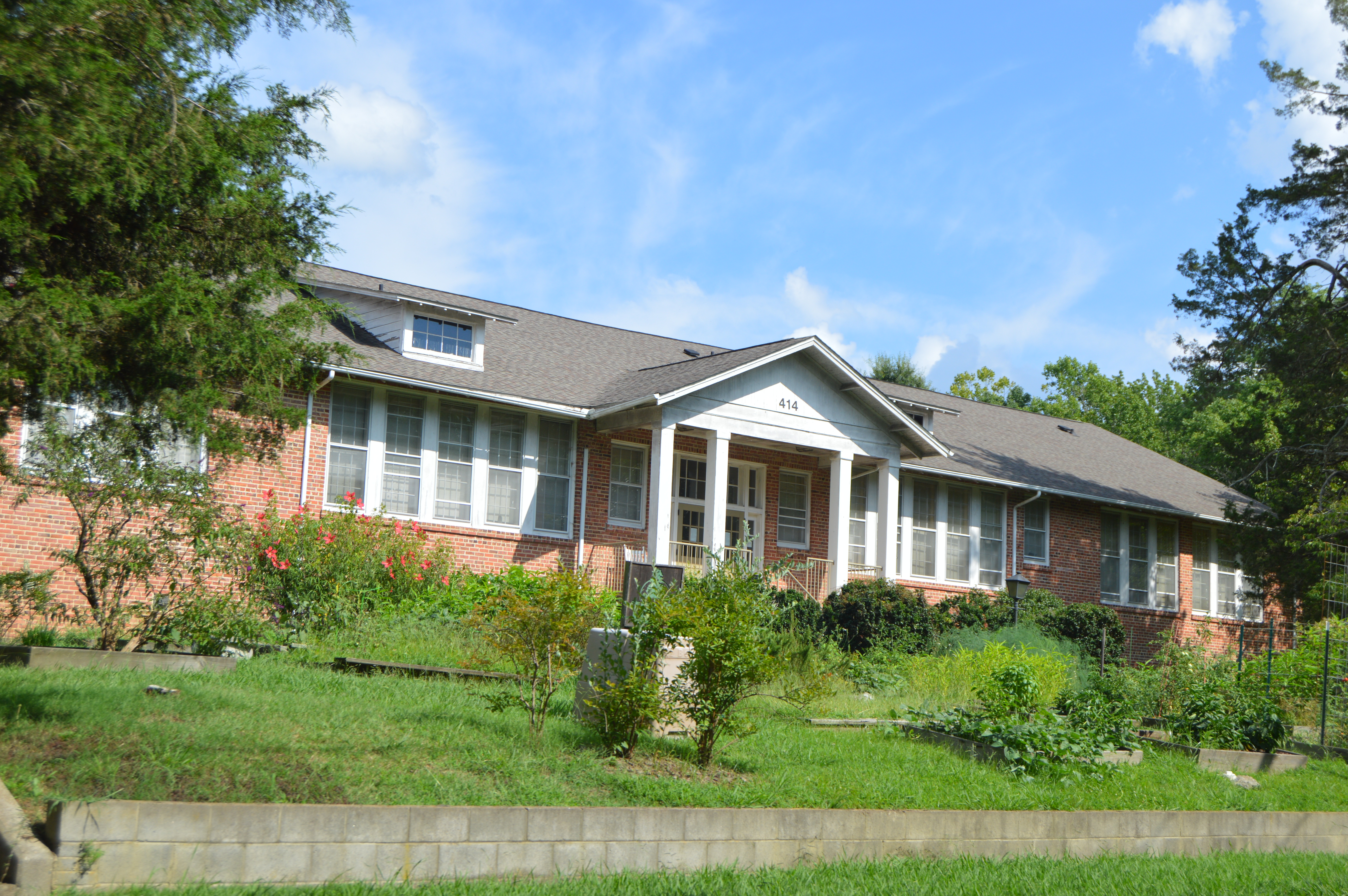
Central School (erbaut 1926)
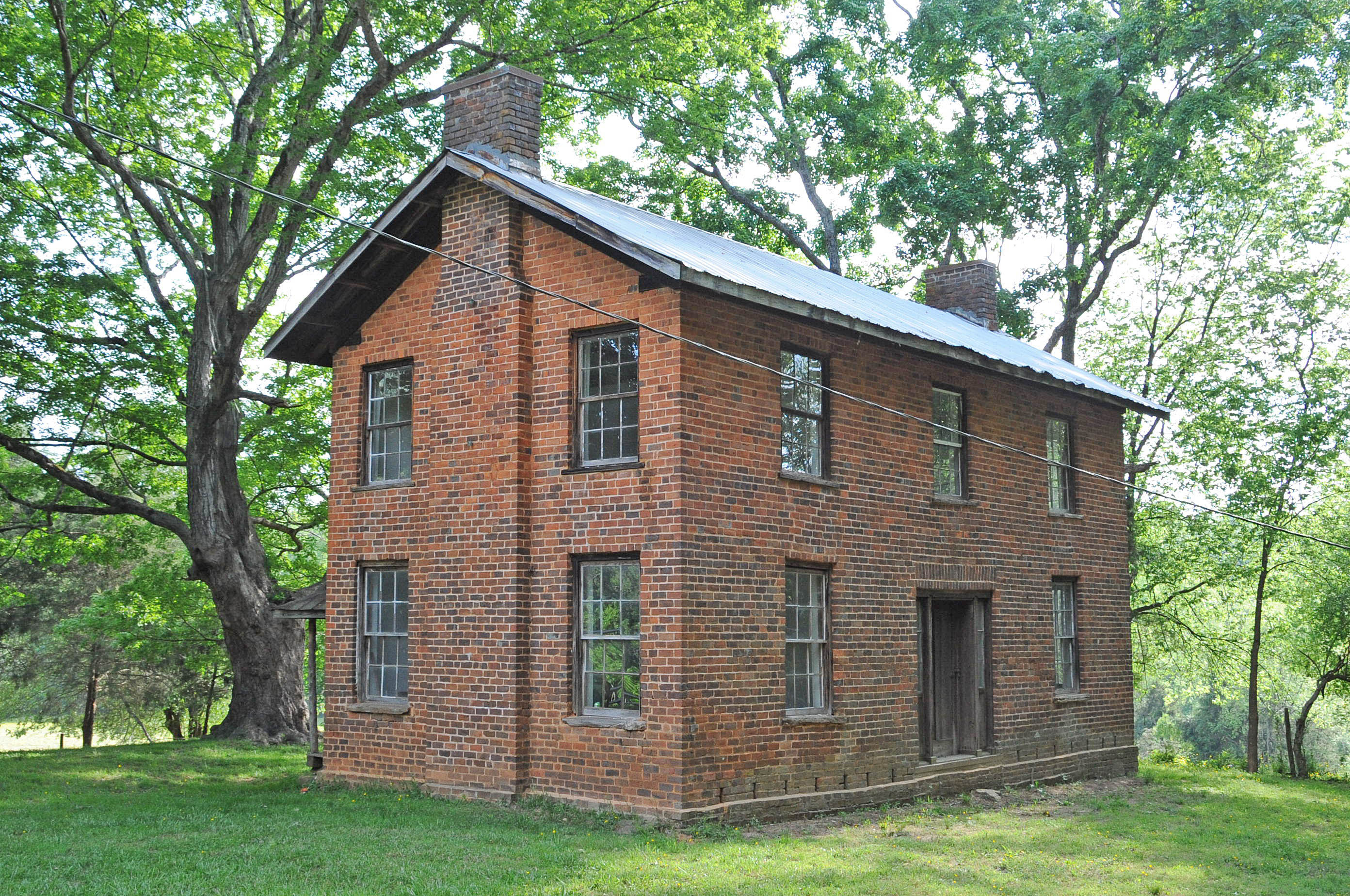
Wilson Kindley Farmhaus
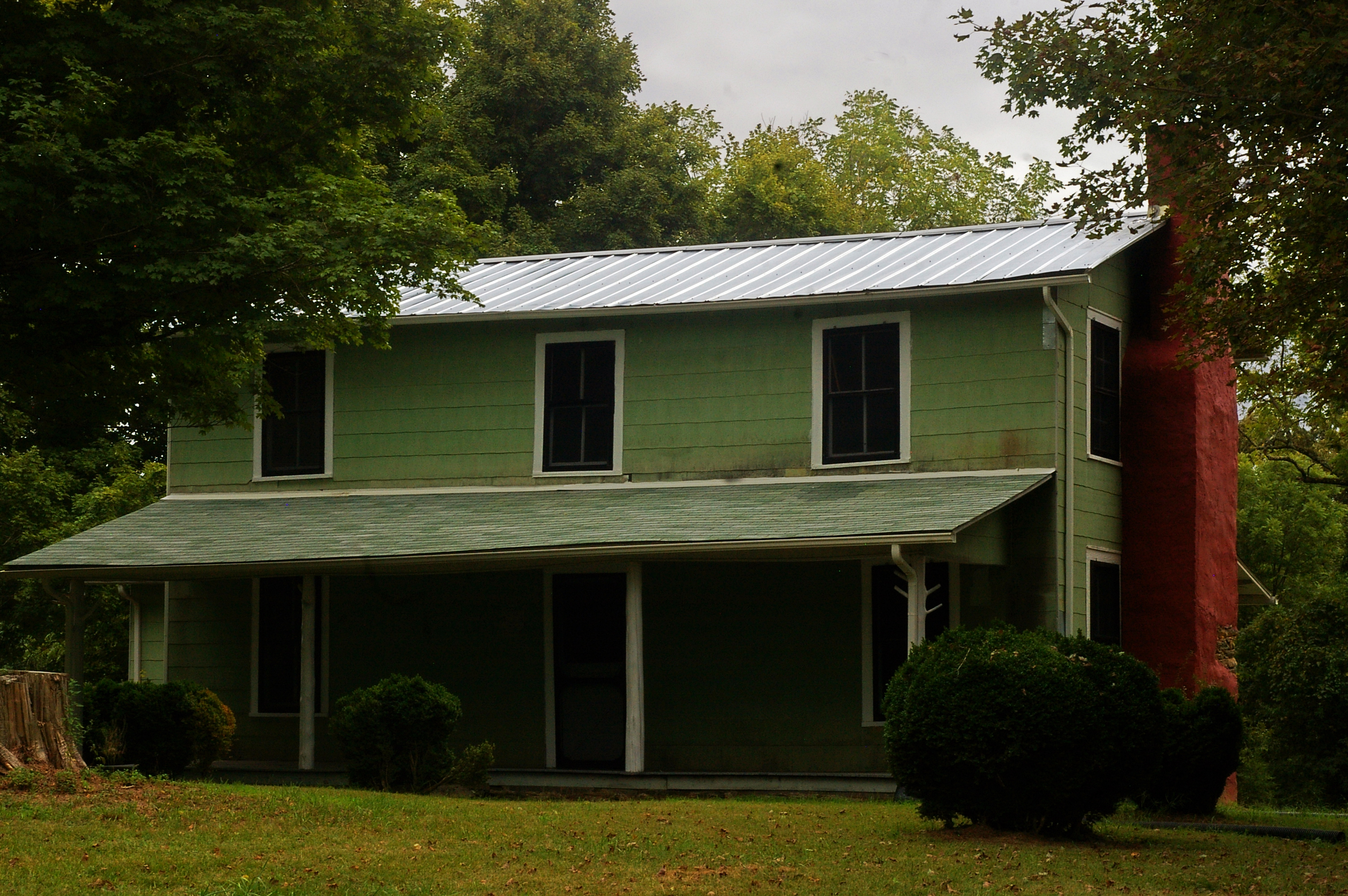
Lewis-Thornburg Farm
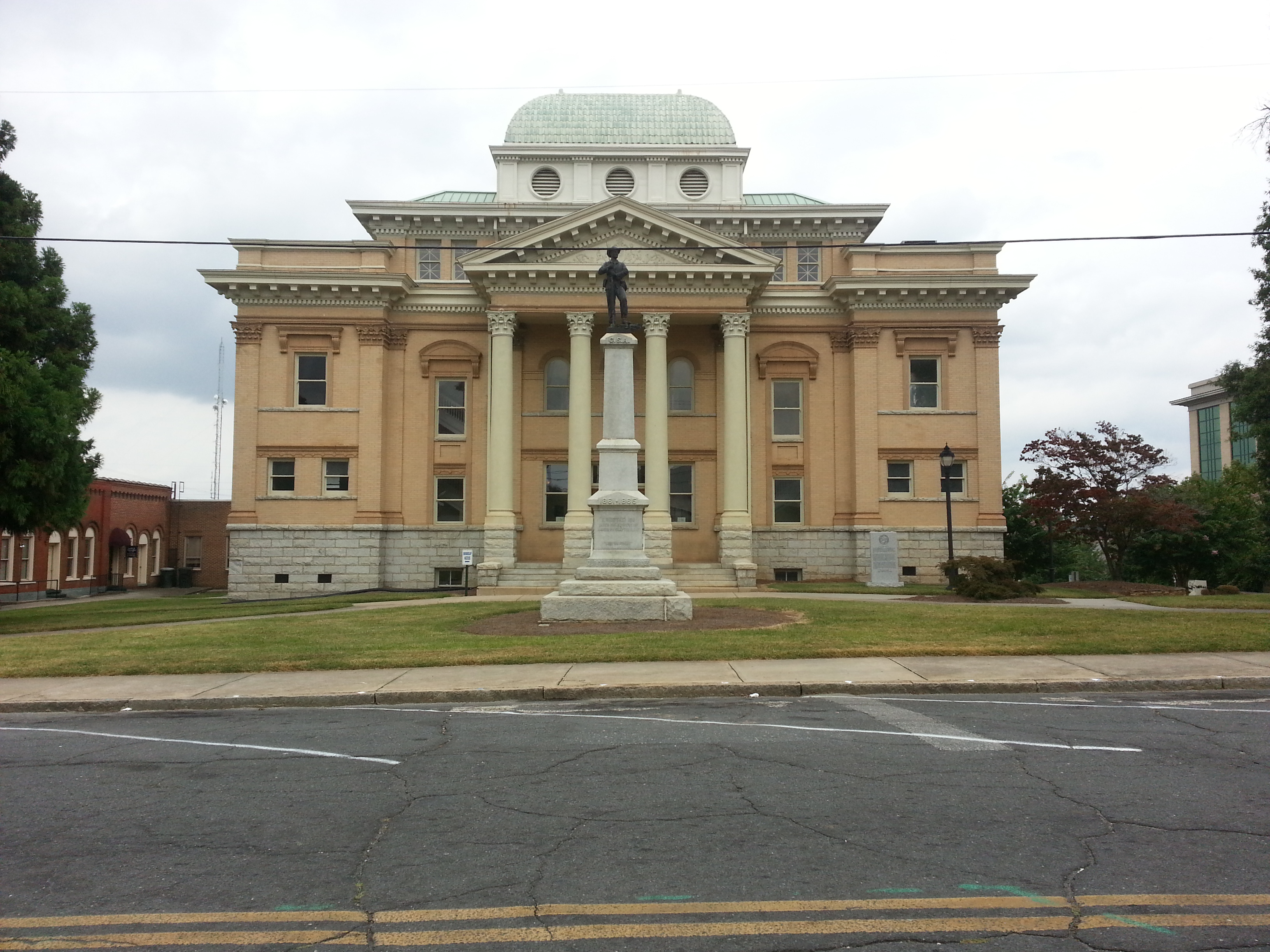
Randolph County Courthouse (2013)
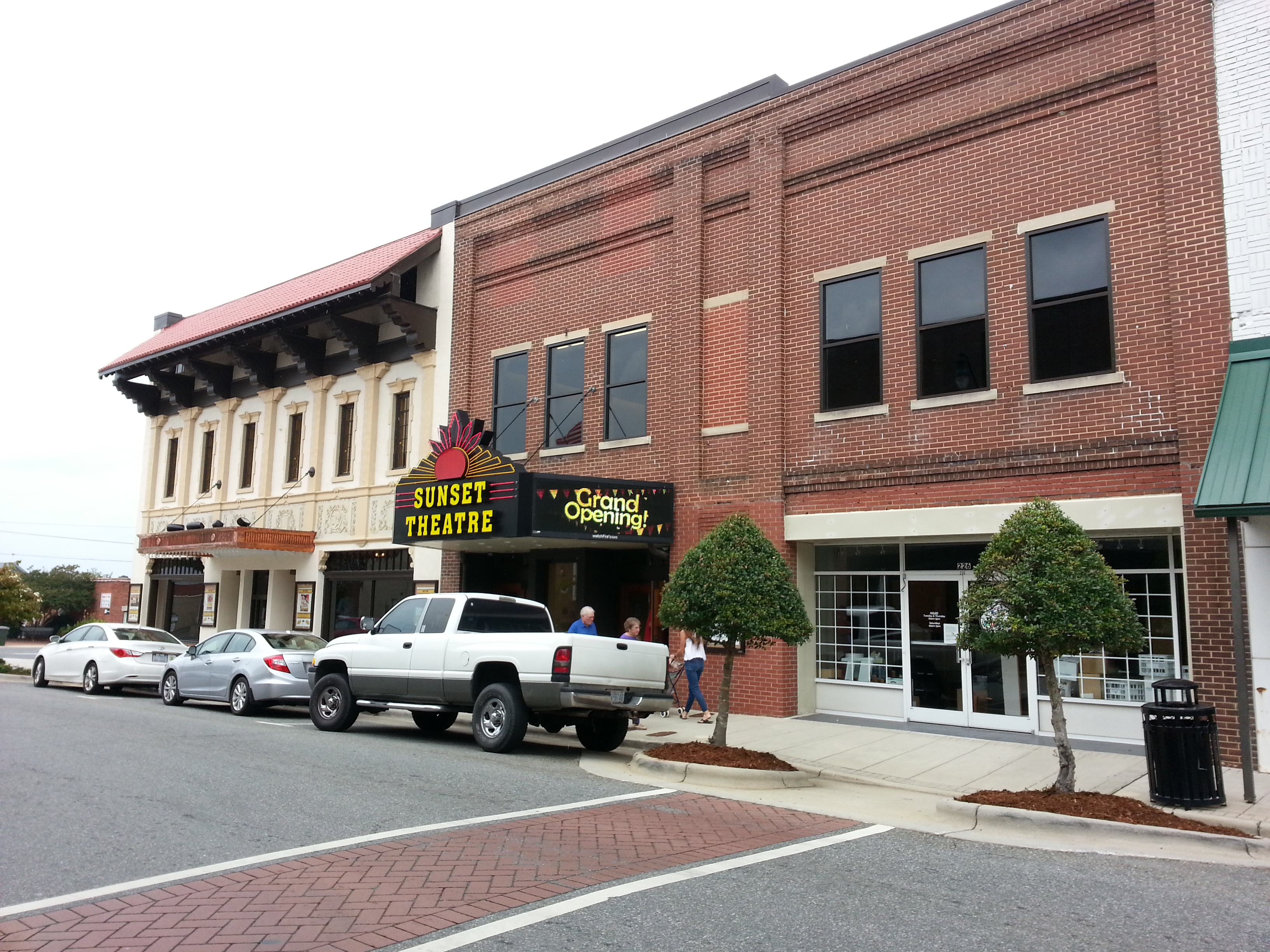
Sunset Theater

## Geographie
Asheboro liegt zentral in North Carolina in der Piedmont-Hochebene in den Uwharrie Mountains. Südlich des Ortes befindet sich der Uwharrie National Forest.
Die Interstate 74 verläuft von Süden kommend durch den Ort und teilt sich an der Grenze zu Randleman in die I-74 und I-73 auf. Die I-73 führt 40 km weiter nördlich nach Greensboro.
Über den U.S. Highway 64 liegt Raleigh 120 km östlich der Stadt und Charlotte ist direkt über den North Carolina Highway 49 in 125 km südwestlich erreichbar.
Asheboro hat südwestlich der Stadt den Regionalflughafen Asheboro Regional Airport. Der nächstgelegene Flughafen mit Linienflugverkehr ist der Piedmont Triad International Airport in Greensboro.

## Söhne und Töchter der Stadt
- William C. Hammer (1865–1930), Politiker
- Sam Ard (1939–2017), NASCAR-Rennfahrer